# Mbamti-Laïnga
Mbamti-Laïnga ou Mbamti-Laenga est un village de la commune de Banyo situé dans la région de l'Adamaoua et le département du Mayo-Banyo au Cameroun.

## Population
En 1967, Mbamti-Laïnga comptait 68 habitants, principalement Koutine (ou Pere).
Lors du recensement de 2005, 696 personnes y ont été dénombrées.